# St. Michaelis (Groß Schneen)

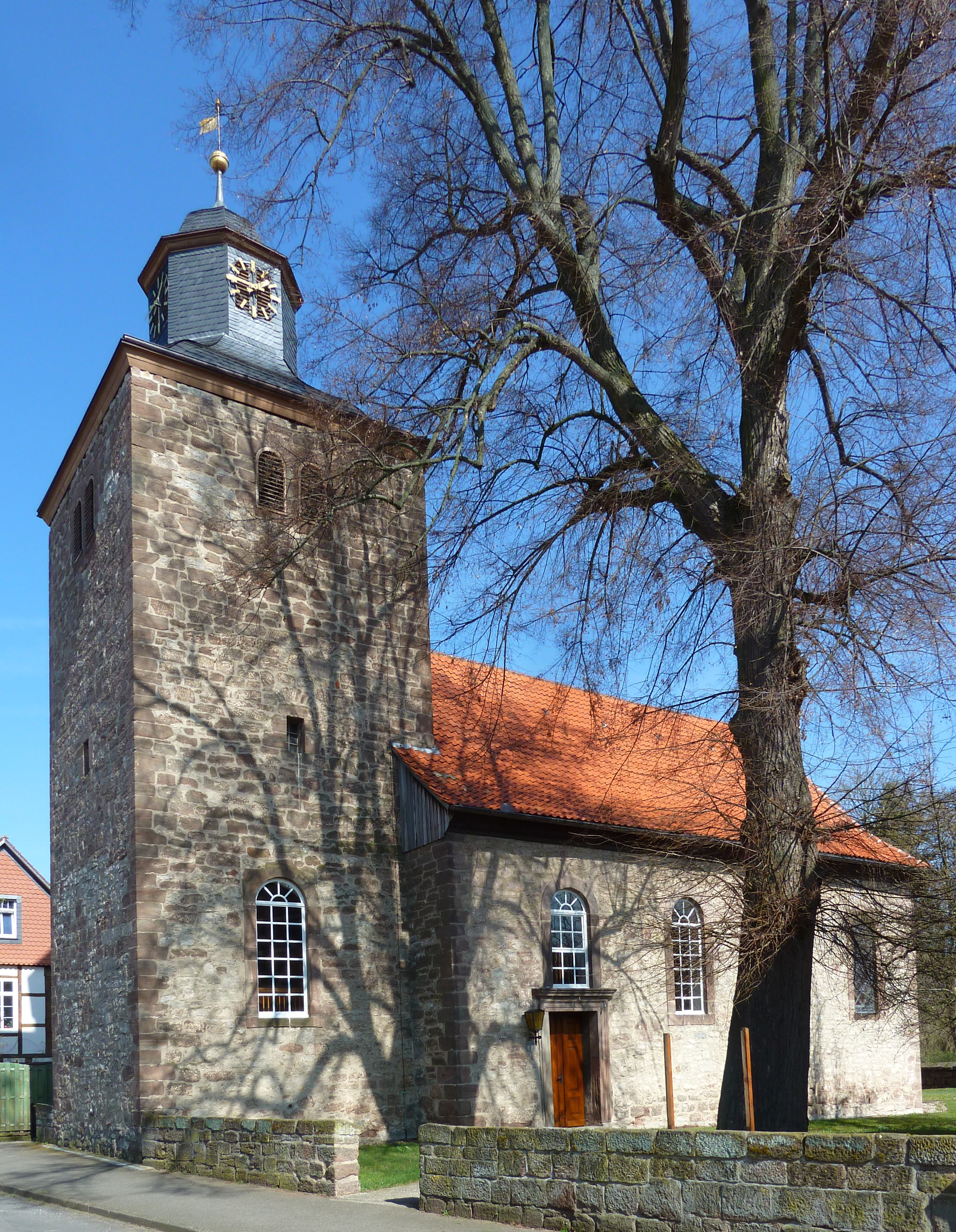
St. Michaelis

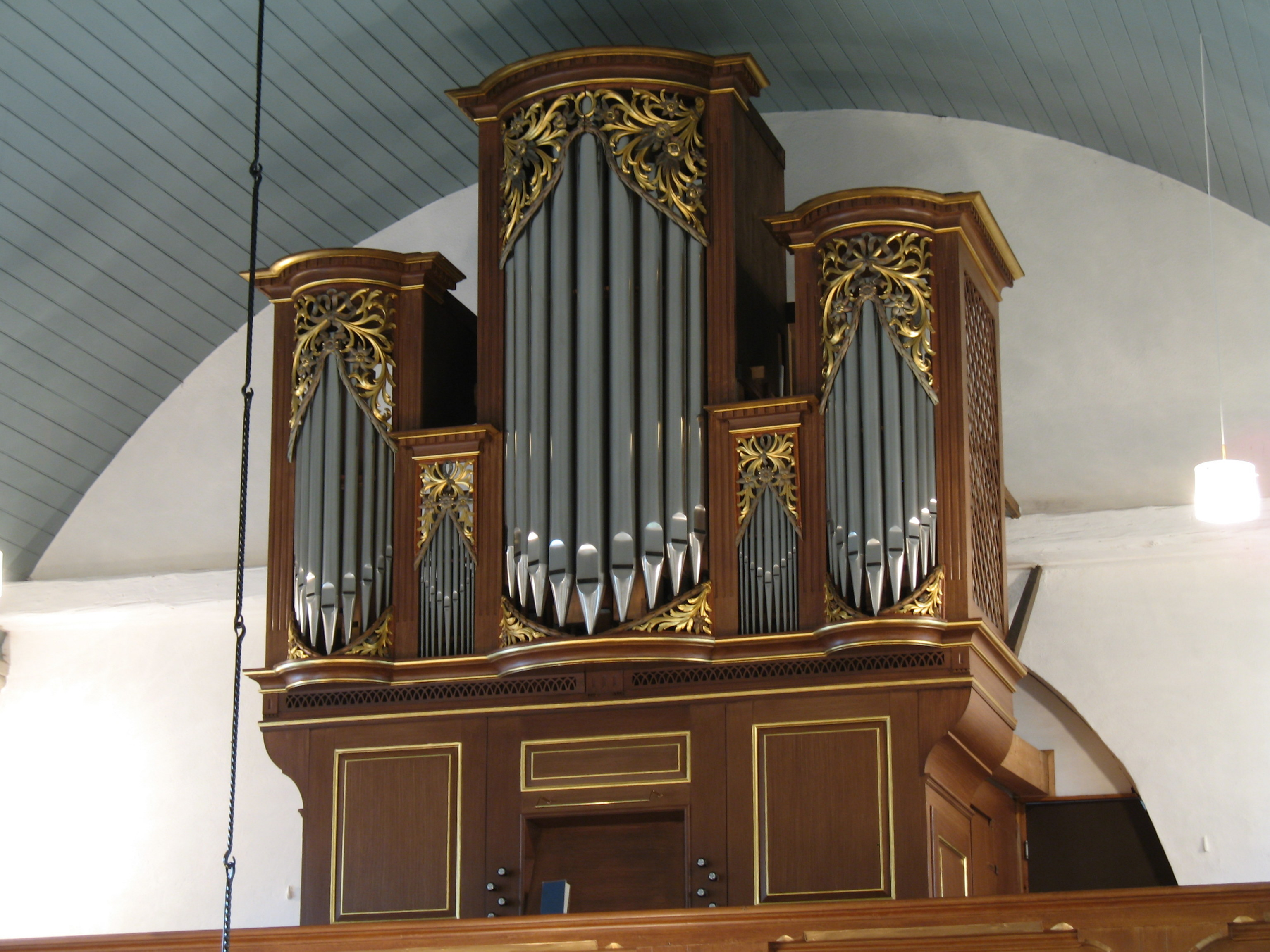
Orgelprospekt

Die evangelisch-lutherische denkmalgeschützte Kirche St. Michaelis steht im Ortsteil Groß Schneen der Gemeinde Friedland im Landkreis Göttingen von Niedersachsen. Die Kirchengemeinde gehört zum Kirchenkreis Göttingen im Sprengel Hildesheim-Göttingen der Evangelisch-lutherischen Landeskirche Hannover.

## Beschreibung
Die erste urkundliche Erwähnung der Kirche stammt aus dem 13. Jahrhundert. Im August 1623 wurde die Kirche jedoch zerstört. Der mittelalterliche Kirchturm im Westen blieb erhalten. Vom Langhaus blieben nur die Mauern stehen. Sein Wiederaufbau begann erst 1701. Die Reste der Mauern wurden abgebrochen, die Steine jedoch für den Neubau wieder verwendet. Das Langhaus ist mit einem Satteldach bedeckt. Der Turm erhielt eine schiefergedeckte, welsche Haube. Der Chor ist dreiseitig abgeschlossen. 
Der Innenraum ist mit einem hölzernen Tonnengewölbe überspannt. Am Michaelistag 1705 wurde die schlichte barocke Saalkirche aus Bruchsteinen, ergänzt mit Ecksteinen, als Michaeliskirche wieder eingeweiht. 
Die Orgel mit 14 Registern, verteilt auf ein Manual und ein Pedal, wurde 1814 von Johann Wilhelm Schmerbach der Mittlere gebaut. Er hat ältere Register der von Johann Jacob Krebs 1728/29 gebauten Orgel übernommen, die den Großteil des erhaltenen Bestandes der Orgelpfeifen ausmachen.